# David Brühwiler
David Brühwiler (* 1955 in Horgen) ist ein Schweizer Komponist und Pianist. Seine musikalischen Schwerpunkte liegen in der Jazz- und Latinmusik; zudem hat er zahlreiche klassische Klavierwerke und über 700 freie Choralfantasien komponiert. Ausserdem arbeitet er als ehemaliger Grundschulpädagoge gerne mit Kindern und hat mehrere MCs und CDs mit Kindern produziert.

## Leben
Brühwiler ist Sohn eines Buchdruckers und Gitarristen sowie einer Pianistin. Er erhielt in seinen Kinder- und Jugendjahren klassischen Klavierunterricht an der damaligen Musikakademie Zürich.
Nach Abschluss der Schulzeit liess er sich zum Grundschullehrer ausbilden und arbeitete anschliessend einige Jahre im Lehrerberuf.
1976 lud ihn Beat Kennel nach einem Auftritt bei einem Jazz-Contest an der ETH Zürich ein, im Zürcher Jazz-Club „Bazillus“ aufzutreten. Nach Schulabschluss gründete Brühwiler mit anderen die Fusion-Band „Ramayana“. Zur selben Zeit wurde er von Peter Keiser ins „Fly Orchestra“ geholt und spielte dort mit Kurt Weil und „Shivananda“-Musikern. Kurt Weil förderte Brühwiler und versorgte ihn mit Schallplattenaufnahmen der stilbildenden Pioniere aller Jazz-Sparten. 1980 bis 1982 spielte Brühwiler bei „Ojo“, einer der ersten Schweizer Salsabands, unter anderem mit Hans Kennel, Hans Peter Künzle, Robert Morgenthaler und Peter Keiser. Zur selben Zeit spielte er mit Heiri Känzig. Brühwiler wurde Keyboarder bei Thomas Moeckel in dessen Fusion-Band „Centrifuge“, unter anderem mit Thomas Heidepriem und Jojo Mayer. Mit der Zeit wurde Brühwiler zu einem gefragten Studiomusiker für die Produzenten Bruno Spoerri, Keiser Twins, Jonas C. Haefeli und andere. Mit Umberto Arlati, Jojo Mayer und Vinzenz Kummer spielte er als Pianist in Jürg Morgenthalers „George Morgan Quintett“.
In denselben Jahren war er Mitglied im Trio von Alex Bally. Mit dabei war Stephan Kurmann. Alex Bally holte Brühwiler in sein „Swiss Drum Orchestra“, wo dieser unter anderem mit Tom van der Geld, Heinz Lieb, Teddy Bärlocher, Christian Ostermeier und Anne Malcolm spielte. Zusammen mit Vali Mayer und Jojo Mayer trat er als Pianist mit John Ward auf. Auch spielte er mit Niki Reiser und David Klein. Remo Rau lud Brühwiler ein, im Zürcher Lokalradio „LoRa“ seine Kompositionen und Projekte vorzustellen.
Brühwiler spielte in den 1980er-Jahren in verschiedenen Formationen in Kennels Jazzclub „Bazillus“. So auch mit Herbie Kopfs Quartett „New Deal“, zusammen mit Daniel Schnyder und Andy Brugger. Gleichzeitig teilte er sich mit Christoph Baumann den Platz am Klavier in der Salsa-Band „Nuevo Sabor“. Schliesslich holte Beat Kennel Brühwiler in seine Experimental Music-Band „Rhythmisch-Notorisches Meeting“. Dort spielte er unter anderem mit Runo Ericksson, Ole Thilo, Stephan Wittwer, Daniel Bourquin und Jean-François Bovard. 1987 unternahm Brühwiler mit der „Jugendbigband Flensburg“ und den schweizerischen „Riesbach-Singers“ eine USA-Tournee. 1988 zog sich Brühwiler von der Szene zurück, um sich dem Orgelstudium bei Jakob Wittwer zu widmen. 1990 gab er nur ein Konzert (in seiner Wohngemeinde Horgen). 1991 brach er das Orgelstudium ab, da ihn das Klavier mehr fesselte. Es entstanden eine Reihe von zum Teil anspruchsvollen neo-impressionistischen Klavierkompositionen, denen sich Brühwiler ganz widmen wollte. Während dieser Zeit trat er einige Male zusammen mit Francis Coletta und Musikern aus der Pepe-Lienhard-Band auf (Erwin Lorant, Peter Lübke und Rolf Meyer).
1992 kehrte Brühwiler in seinen Beruf zurück und übernahm als ausgebildeter Primarlehrer eine 5. Primarschulklasse. In den folgenden zehn Lehrer-Jahren entstanden über 100 Lieder und Kanons.

2007 gründete Brühwiler sein eigenes Jazz-Quintett mit Peter Frei, später Richard Pechota (Kontrabass), Thomas Grünwald bzw. Carlo Schöb (Tenorsaxophon), Rainer Weber (E-Gitarre) und Dominic Egli, später Thomas Hiestand (Schlagzeug).
Seit 2015 spielt Brühwiler regelmässig im Duo mit Simon Wyrsch (Klarinette).

## Komposition
Mit Komponieren begann Brühwiler im Alter von 14 Jahren. Ein Vorbild war Keith Emerson. Mit 16 Jahren kam er mit Samba und Bossa Nova und Blues in Kontakt. Zwei Jahre später gründete er seine erste Schülerband Pentagon, für die er die meisten Stücke komponierte. Standen zuerst Rock und Blues im Mittelpunkt, so wurden die späteren Kompositionen immer stärker von Pop, klassischer Musik und Jazz beeinflusst. 1975 bis 1977 liess er sich zum Primarlehrer ausbilden. In jener Zeit hatte es ihm der Jazz-Rock von George Duke, Billy Cobham und Jan Hammer angetan. Brühwiler begann, in der frisch gegründeten Jazz-Rock-Band „Ramayana“ den Einfluss dieser Musiker auf seine Weise auszudrücken. Er entwickelte den in seiner Kindheit erspielten Solostil weiter und spielte nun ein funky music-Solopiano. Mit diesem Solokonzept nahm er am Jazz-Contest an der ETH Zürich teil, wo Beat Kennel auf ihn aufmerksam wurde. Von 1977 bis 1980 stand die Musik von Oscar Peterson, Fats Waller und Tete Montoliu im Mittelpunkt seines Interesses. 1980 machte er sich selbständig und lernte autodidaktisch modernen Jazz. Er arrangierte Salsa für „Ojo“ und begann, seine ersten Jazz-Tunes zu schreiben. Über Thomas Moeckel, für dessen Band er auch komponierte, kam er mit der raffinierten Harmonik von Clare Fischer in Berührung. Fischers Musik übte während mehrerer Jahre einen starken Einfluss auf Brühwiler aus. Auch im „George Morgan Quintett“ steuerte Brühwiler eigene Kompositionen bei, nun Modern Jazz und Bossa Nova.
Brühwiler komponierte zwischen 1987 und 2000 einige längere Klavierstücke im neo-impressionistischen Stil. Seit 2006 schrieb Brühwiler zahlreiche Jazz-Tunes, von Bebop, Cool Jazz, Hard Bop, über Latin Jazz und Latin Music zu Neo-Baroque Jazz, seinem eigenen Stilmix. Er schrieb mehrere hundert „Choralfantasien“, ausführbar am Klavier, an der Orgel oder im Streichquartett beziehungsweise Streichorchester.
Er veröffentlichte 2010 sein Album Klavierstücke von Alpha bis Omega, 2012 entstand die Doppel-CD Flowers mit Jazz-Kompositionen.

## Musikproduktion
1986 bis 1988 komponierte und produzierte Brühwiler Musik für Werbung im Fernsehen, Kino und Radio. 1993 produzierte er mit der damals von ihm unterrichteten Schulklasse eine Eigenkomposition  auf  Musikkassette. 1995 bis 1996 entstand die CD Wadiwadu, an der die Kinder eines Schulhauses mitarbeiteten. 2001 produzierte Brühwiler auf ähnliche Art und Weise die CD Energy mit zahlreichen Songs nicht nur für Kinder.

## Diskografie
- LP Electric Feet: Moogie Woogie, (Teldec 6.24139 AO) Pseudonym: Don Fingerman 1979
- LP Carlos Perón: Die Schöpfung der Welt, (WEA BRD A CH 026) Pseudonym: David Bruson 1985
- LP Chico Hablas: Events, (Mercury, Phonogram LP 826 148-1Q) Pseudonym: David Wyler 1986
- LP Turo Pashayan: America I Love You, (White Wings Records, MP Inc. WW25-2) Pseudonym: David Bruson[4] 1987